# Lijst van burgemeesters van Harlingen
Dit is een lijst van burgemeesters van de Nederlandse gemeente Harlingen in de provincie Friesland.
| Ambtsperiode                         | Naam burgemeester                                | Partij of stroming | Bijzonderheden |
| ------------------------------------ | ------------------------------------------------ | ------------------ | --- |
| 1808 - 18??                          | Claes Blok                                       |                    | |
| 1813 - 1814                          | Jacobus Sjoerds Hannema                          |                    | |
| 1814 - 18??                          | Willem Sandt van Nooten                          |                    | Bron: Provinciaal Bestuurlijk Archief van Friesland Toegang 11 invt. 6629 stuk 842 d.d.01-07-1814 zie ook www.altijdstrijdvaardig.nl |
| 1820 - 1823                          | Wieger Harms                                     |                    | |
| 1823 - 1830                          | Wijbe Jacobs Hanekuyk                            |                    | |
| 1830 - 1833                          | D.C. Zijlstra                                    |                    | |
| 1833 - 1847                          | Jetze Rodenhuis                                  |                    | |
| 1847 - 1850                          | Sjoerd Simons Wijma                              |                    | Waarnemend. |
| 1850 - 1863                          | P. Adama Zijlstra                                |                    | |
| 1 januari 1864 - 1 mei 1867          | Sybrand (S.) Hingst                              | Liberaal           | Waarnemend 1863. |
| 22 augustus 1867 - 1883              | Willem Hendrik Feije (W.H.F.) baron van Heemstra |                    | |
| 1883 - 1893                          | jhr. Helenus Marinus (H.M.) Speelman             |                    | |
| 1893 - 1896                          | Jean Philippe (J.P.) Wesselink                   |                    | |
| 1896 - 1914                          | Johan (J.) Hora Adema                            |                    | |
| 1914 - 1926                          | Nicolaas Simonsz                                 |                    | |
| 1926 - 1938                          | Louis Adolf (L.A.) van der Stok                  |                    | |
| 1938 - 16 april 1943                 | Anthonij Engelbert (A.E.) Hannema                | Liberaal           | |
| 16 april 1943 - november 1943        | J.J. Krol                                        |                    | Waarnemend. |
| november 1943 - april 1945           | P.J.E. Dekker                                    | NSB                | |
| 1945 - 1952                          | Anthonij Engelbert (A.E.) Hannema                | Liberaal           | |
| 1952 - 1971                          | Berend (B.) Nauta                                | PvdA               | was burgemeester van Wedde, later waarnemend burgemeester van Giethoorn en Wanneperveen                                              |
| 1971 - 1980                          | Hans (H.I.) de Haan                              | VVD                | |
| 1981 - 1989                          | ir. Egbert (E.) Steenbeek                        | VVD                | |
| 16 september 1989 - 31 december 1997 | mr. ing. Berend (B.P.) Jansema                   | VVD                | Voorafgaand burgemeester van Rossum en Heerewaarden. Later burgemeester van Coevorden                                                |
| 1 januari 1998 - 1 juni 1998         | mr. John (G.J.) te Loo                           | PvdA               | Waarnemend; eerder waarnemend burgemeester in Veendam, Eibergen en Reiderland. Daarvoor burgemeester van o.a. Leeuwarden.            |
| 1 juni 1998 - 1 juli 2006            | Chris (Chr.) Arlman                              | PvdA               | |
| 1 juli 2006 - 1 februari 2012        | Paul (P.H.M.) Scheffer                           | VVD                | |
| 22 februari 2012 - 28 mei 2021       | drs. Roel (W.R.) Sluiter                         | PvdA               | tot 28 mei 2015 waarnemend |
| 31 mei 2021 - heden                  | drs. mr. Ina (C.M.) Sjerps                       | PvdA               | [ 7 ] |